# Calyptrotheca somalensis
Calyptrotheca somalensis es una especie de planta con flores perteneciente al género Calyptrotheca, dentro de la familia Didiereaceae. Se distribuye por Etiopía, Kenia y Somalia.

## Descripción
Calyptrotheca somalensis es un arbusto suculento formado por muchos tallos de hasta 3 m de altura, que nacen de un portainjerto carnoso macizo. Al principio, los tallos jóvenes son medulares, y conforme se van haciendo viejos se vuelven huecos, con la corteza gris pálida, que finalmente se descascara. 

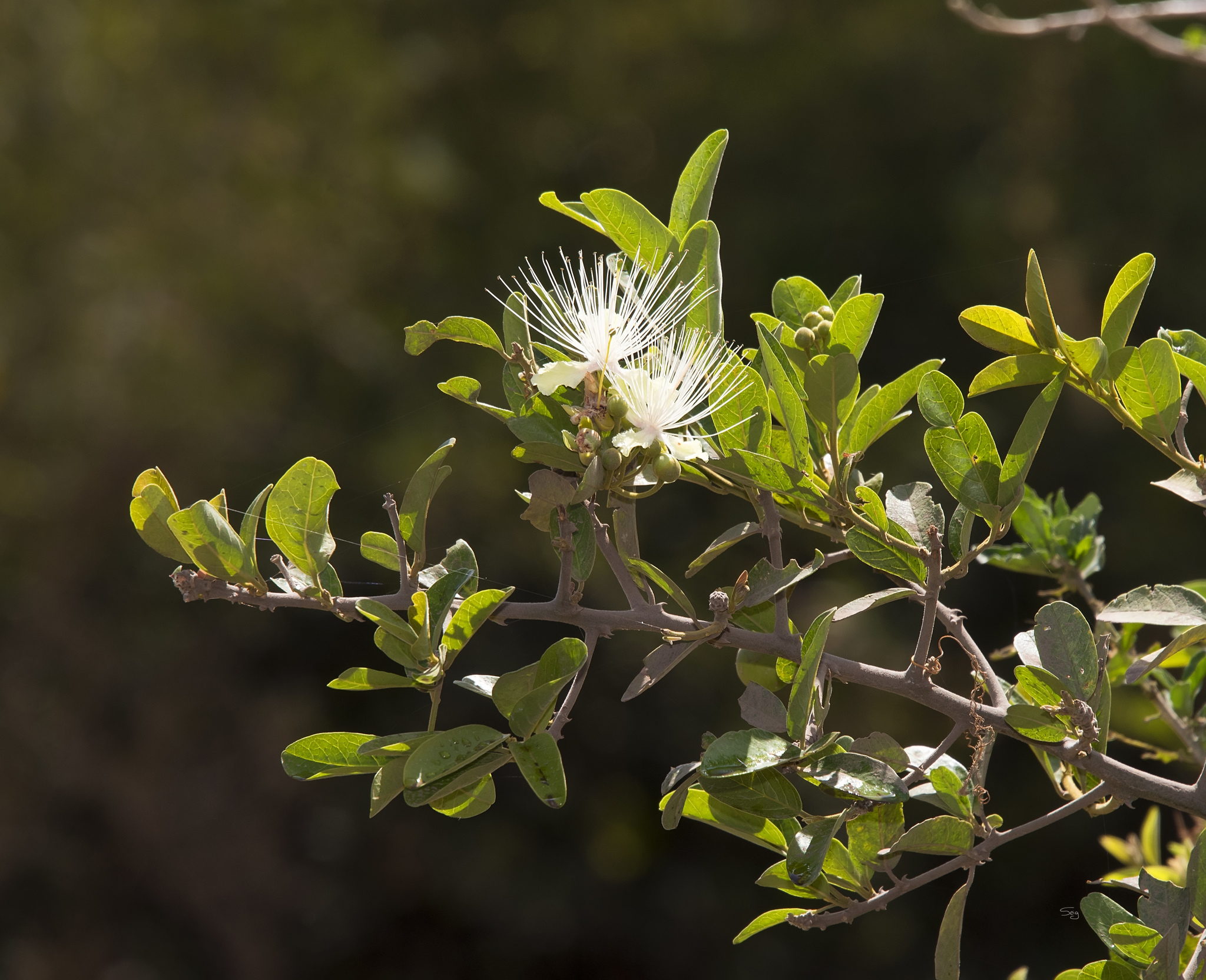
Detalle de la flor

Las hojas son obovadas, ausentes en el momento de la floración, de 3–3,5 cm de largo, 1,5–2,5 cm de ancho, con un pecíolo de 1,5–3 mm de largo. Las inflorescencias aparecen principalmente en las ramas laterales, con flores blancas o blancas verdosas de 5 pétalos. 

## Distribución y hábitat

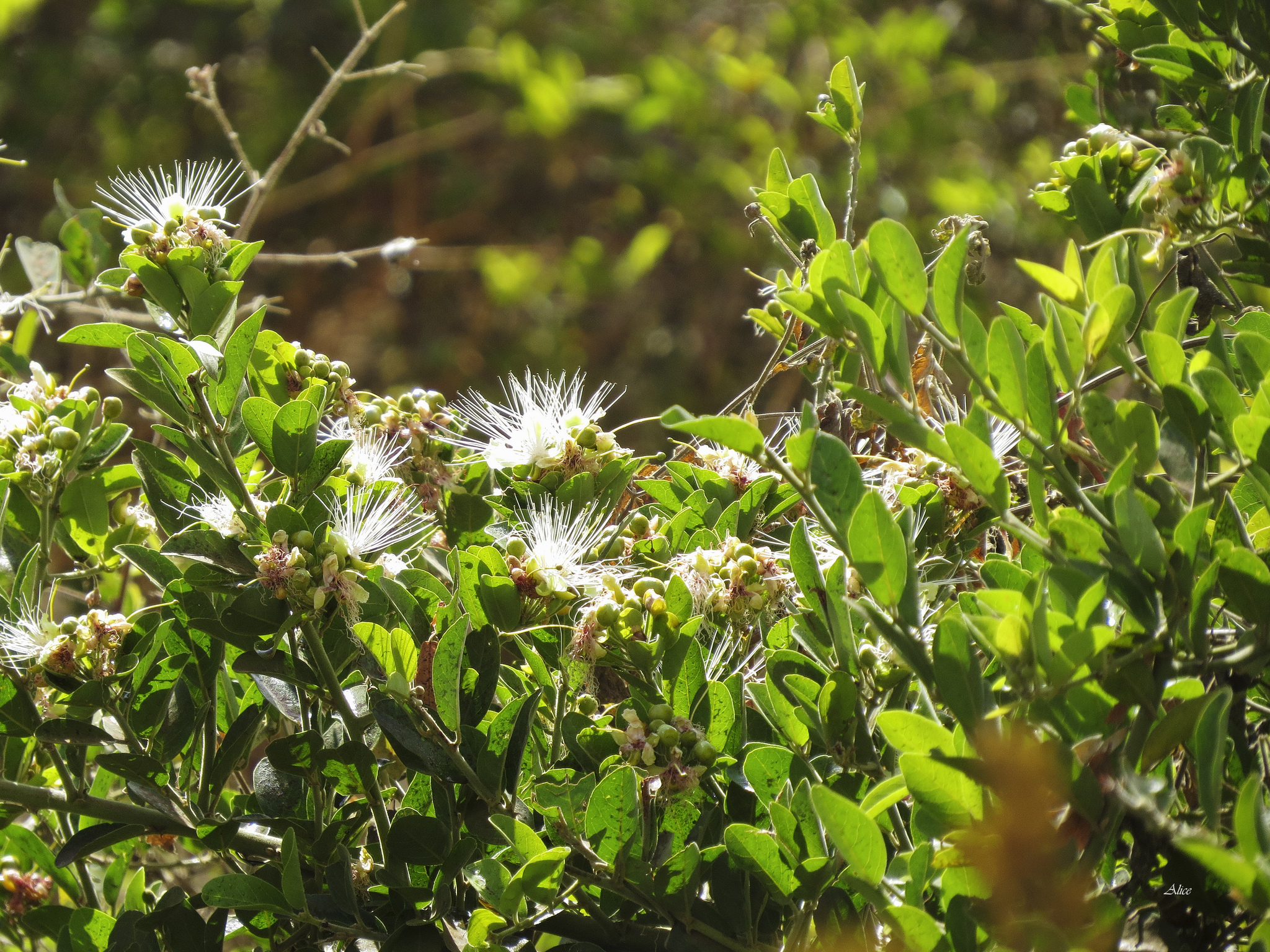
Planta en floración

El área de distribución nativa de esta especie va desde el sur de Etiopía hasta el este de Kenia y crece principalmente en el desierto o en biomas de matorrales secos.

## Taxonomía
Calyptrotheca somalensis fue descrita por el botánico alemán Ernest Friedrich Gilg y publicada por primera vez en la revista científica Botanische Jahrbücher für Systematik, Pflanzengeschichte und Pflanzengeographie 24: 307 en 1897.

Etimología
- Calyptrotheca: nombre genérico que deriva de las palabras griegas kalupto (que significa 'cubrir' o 'envolver') y theke (que significa 'caja', 'recipiente' o 'contenedor'), haciendo referencia a que estas plantas presentan las 'tecas de la flor cubiertas', es decir, tienen cubiertas cada una de las dos mitades en las que se divide la antera (parte de la flor donde se produce el polen).
- somalensis: epíteto geográfico que deriva de Somalia, el país africano donde se encuentra o se ha descrito este organismo. El sufijo -ensis es un sufijo de origen latino que se utiliza para indicar procedencia o ubicación.[3]

## Usos
Calyptrotheca somalensis se cultiva raramente como planta ornamental.